# Pereion

Esquema del cuerpo de un malacostráceos con todos los segmentos torácicos libres, de modo que el tórax y el pereion son equivalentes.

El pereion es un tagma o región del cuerpo de los crustáceos, y se refiere al conjunto de toracómeros (segmentos del tórax) libres, no fusionados con al cabeza. Los segmentos que integran el pereion reciben el nombre de pereionitos o pereiómeros, y sus apéndices se denominan pereiópodos.
Los términos pereion y tórax son similares, pero pueden no ser equivalentes porque los primeros segmentos torácicos tienen tendencia a fusionarse con la cabeza; así, el término pereion se reserva para el conjunto de segmentos libres.
Por ejemplo, los malacostráceos tienen un tórax formado por 8 segmentos o toracómeros, de los cuales, 0, 1, 2 o 3 se fusionan con la cabeza y sus apéndices respectivos se transforman en maxilípedos (patas con funciones tróficas). Así, a pesar de que todos los malacostráceos tienen 8 segmentos torácicos, su pereion puede tener 8, 7, 6 o 5 segmentos o pereionitos.